# Mas de Manresa (Horta de Sant Joan)
El Mas de Manresa és una obra de Horta de Sant Joan (Terra Alta) inclosa a l'Inventari del Patrimoni Arquitectònic de Catalunya.

## Descripció
Conjunt d'edificacions unides, de diferents propietaris (quatre), amb diferents usos i estats de conservació. S'utilitza com a segona residència, magatzem agrícola i hostalatge de turisme rural.
A l'interior d'un dels edificis hi trobem l'antiga maquinària d'un molí d'oli amb pedres circulars i un molí d'oli tipus grec, excavat a la roca del segle V ane.

## Història
Dins la finca, sobre el turó posterior, s'hi troben les restes d'un forn ibèric de ceràmica amb restes de terra cuita escampades per terra. L'accés al forn s'ha de realitzar a peu per terreny abrupte.